# Miroslav Čačković
Miroslav Čačković-Vrhovinski (ur. 28 września 1865 w Zagrzebiu, zm. 29 czerwca 1930 tamże) – chorwacki lekarz, chirurg, radiolog, jeden z założycieli Szkoły Medycznej Uniwersytetu w Zagrzebiu, przewodniczący Chorwackiego Towarzystwa Medycznego i Jugosłowiańskiego Towarzystwa Medycznego, alpinista, pisarz (publikował pod pseudonimem Ladislav Ladanjski).

## Życiorys
Syn lekarza Vladoje Čačkovicia (1837–1875). Studiował na Uniwersytecie Wiedeńskim, studia ukończył w 1895 roku. Następnie pracował jako asystent w szpitalu Bolnica milosrdnih sestara w Zagrzebiu, pod kierunkiem Theodora Wickerhausera. Przez większość kariery praktykował w Zagrzebiu. Redagował czasopismo medyczne „Liječnički Vjesnik”. Był pionierem radiologii. Jako jeden z pierwszych na świecie opisał bezpośredni masaż serca. Wykonany był u operowanego, znieczulonego chloroformem dziewięcioletniego chłopca.
Był jednym z pierwszych alpinistów, którzy weszli na wysokość powyżej 3000 m n.p.m. w Alpach.

## Wybrane prace
- Epilepsia traumatica; hemiplegia facio-brachio-cruralis dextra; trepanatio oss. frontal.; sanatio. Lieč. viestnik. u Zagrebu 20, s. 339–341, 1898
- Rad sbora liečnika kraljevina Hrvatske i Slavonije prigodom proslave 25. godišnjice njegovog obstanka (1899)
- O posvemašnjem smanjenju (skvrčenju) želudca i o jejunostomiji. Liječnički Vjesnik 23, s. 321; 365; 409; 461, 1901
- Prinos aetiologiji haemorrhagicnoga bljuvanja. Liječnički Vjesnik 23, s. 204-207, 1901
- Sur la rétraction totale de l'estomac et la jéjunostomie. Gaz. hebd. de méd., 1902
- Prilog diferencijalnoj diagnostici ileusa strangulacijom i peritonitide. Liječnički Vjesnik 24, s. 89–95, 1902
- Ueber hartnäckigen Gallenrückfluss nach Gastro-enterostomie bedingt durch offenen Pylorus. Arch. f. klin. Chir. 76, ss. 1113-1128 (1905)
- Nekoliko riedkih Roentgen nalaza. Liječnički Vjesnik, 1907
- O perforaciji okrugloga cira zeludca u slobodnu peritonealne upljinu. Liječnički Vjesnik 29, s. 333-357, 1907
- Ueber directe Massage des Herzens als Mittel zur Wiederbelebung. Arch. f. klin. Chir., 1908
- Spomenica dru. T. Wickerhauseru k dvadesetpetogodišnjici rada u Bolnici milosrdnih sesatara u Zagrebu, 1910
- O anamnezi naročito onoj u kirurgiji, 1928